# Pumpe
En pumpe er en mekanisk anordning til at flytte varme, væske eller gasser (f.eks. luft) med. De tidligste pumper blev beskrevet af Arkimedes omkring 300 f.Kr. – f.eks. Arkimedes skrue.
En pumpe fra den mekaniske drivaksel eller stempeldriver er en mekanisk energitransformator som omsætter fra mekanisk energi til mekanisk energi (væskestrøm, gasstrøm) og udfører i så fald en energioverførsel. 
I biologien er en pumpe en molekylær anordning til at flytte molekyler med, se bl.a. Natrium-kalium-pumpen og Ionpumpe.

## Eksempler
Eksempler på pumpetyper: stempelpumpe, stempelmembranpumpe, membranpumpe, rotorpumpe, centrifugalpumpe, tandhjulspumpe, excentersnekkepumper, peristaltiske pumpe, lobepumpe og slangepumpe. 
Eksempler på pumpeanvendelser: vakuumpumpe, dykpumpe, luftpumpe, oliepumpe, benzinpumpe, doseringspumpe, cirkulationspumpe, kemipumpe og vandpumpe.
En centrifugalpumpe består sædvandligvis af: rotor, aksel, motor, pakning og leje (kugleleje, bronzeleje eller rulleleje)

### Excentersnekkepumpe
En excentersnekkepumpe har en excentrisk, enkeltsnoet rotor der roterer i en dobbeltsnoet stator. Herved opnås et jævnt flow helt uden pulsation. Pumpen er selvansugende og kan håndtere medier af både lav og høj viskositet, samt medier med indhold af større partikler.

### Membranpumpe
En luftdrevet membranpumpe fungerer ved hjælp af membraner, der danner en tætning mod den luftmotor, som driver pumpen. Udover membranerne består pumpen af blandt andet kugler, ventilsæder og selve motoren. Valget af materialer til pumpens komponenter afhænger af det medie, der skal pumpes, hvilket giver mulighed for tilpasning til forskellige applikationer.
Membranpumpen har en enkel, men effektiv konstruktion. Inde i pumpen bevæger membranen sig frem og tilbage og skaber derved et undertryk, som suger mediet ind gennem indløbet i pumpekammeret. Når membranen bevæger sig i modsat retning, skabes der overtryk, som presser væsken ud gennem udløbet. Kugle- eller flapventiler sikrer, at indløb og udløb aldrig er åbne samtidig, hvilket forhindrer tilbagestrømning og sikrer en ensrettet flowretning.